# Coppa San Paolo (pallavolo femminile)
La Coppa San Paolo è una competizione pallavolistica per club brasiliani dello stato di San Paolo, organizzata dalla Federação Paulista de Volleyball.

## Albo d'oro
| Edizione      | Edizione              | Podio                | Podio                | Podio                |                      |
| Anno          | Sede della finale     | Campione             | Risultato            | Finalista            |                      |
| ------------- | --------------------- | -------------------- | -------------------- | -------------------- | -------------------- |
| ?-1999        | Dati non disponibili  | Dati non disponibili | Dati non disponibili | Dati non disponibili | Dati non disponibili |
| 1999 Dettagli | -                     | Finasa               | 3 - ?                | ?                    |                      |
| 2000 Dettagli | -                     | Pinheiros            | 3 - ?                | ?                    |                      |
| 2001-03       | Dati non disponibili  | Dati non disponibili | Dati non disponibili | Dati non disponibili | Dati non disponibili |
| 2004 Dettagli | Osasco                | Finasa               | 3 - 2                | Pinheiros            |                      |
| 2005 Dettagli | Osasco                | Finasa               | 3 - 0                | Pinheiros            |                      |
| 2006 Dettagli | San Paolo             | Finasa               | 3 - 1                | Pinheiros            |                      |
| 2007 Dettagli | San Paolo             | Pinheiros            | 3 - 1                | Finasa               |                      |
| 2008 Dettagli | Osasco                | Finasa               | 3 - 1                | Pinheiros            |                      |
| 2009 Dettagli | San Paolo             | São Caetano          | 3 - 1                | Pinheiros            |                      |
| 2010 Dettagli | São Caetano do Sul    | Osasco               | 3 - 2                | São Caetano          |                      |
| 2011 Dettagli | São Bernardo do Campo | Osasco               | 3 - 0                | GRER                 |                      |
| 2012 Dettagli | San Paolo             | Sesi                 | 3 - 1                | Pinheiros            |                      |
| 2013 Dettagli | San Paolo             | Sesi                 | 3 - 0                | Pinheiros            |                      |
| 2014 Dettagli | Sorocaba              | Pinheiros            | 3 - 1                | Sesi                 |                      |
| 2015 Dettagli | San Paolo             | Pinheiros            | 3 - 1                | Sesi                 |                      |
| 2016 Dettagli | Osasco                | Bauru                | 3 - 2                | Osasco               |                      |
| 2017 Dettagli | San Paolo             | Pinheiros            | 3 - 1                | Barueri              |                      |
| 2018 Dettagli | Bauru                 | Pinheiros            | 3 - 1                | Bauru                |                      |
| 2019          | Non disputata         | Non disputata        | Non disputata        | Non disputata        | Non disputata        |
| 2020          | Non disputata         | Non disputata        | Non disputata        | Non disputata        | Non disputata        |
| 2021          | Non disputata         | Non disputata        | Non disputata        | Non disputata        | Non disputata        |
| 2022 Dettagli | Bauru                 | Pinheiros            | 3 - 2                | Bauru                |                      |

## Palmarès
| Squadre     | Titoli | Edizioni                                 |
| ----------- | ------ | ---------------------------------------- |
| Pinheiros   | 7      | 2000, 2007, 2014, 2015, 2017, 2018, 2022 |
| Finasa      | 5      | 1999, 2004, 2005, 2006, 2008             |
| Osasco      | 2      | 2010, 2011                               |
| Sesi        | 2      | 2012, 2013                               |
| São Caetano | 1      | 2009                                     |
| Bauru       | 1      | 2016                                     |